# دئوکسی‌ریبوز
دئوکسی‌ریبوز (به انگلیسی: Deoxyribose) یا دزوکسی‌ریبوز (به فرانسوی: désoxyribose) یک قند تک ساکاریدی پنج کربنه حلقوی(پنتوز) است. دئوکسی ریبوز به عنوان مشتقی از ریبوز شناخته می‌شود که به جای گروه هیدروکسیل روی کربن شماره '۲، دارای یک اتم هیدروژن است (یک اتم اکسیژن کمتر دارد).
شناسه پاب‌کم دئوکسی‌ریبوز ۵۴۶۰۰۰۵ است. شکل ظاهری این ترکیب، جامد سفید است.

## کارکرد
دئوکسی ریبوز مولکولی است که به طور گسترده در DNA دیده می‌شود. DNA ماده ژنتیک تقریباً تمامی سلول‌های زنده است. ریبوز به شکل گسترده در ساختار RNA یافت می‌شود (تفاوت ریبوز و دئوکسی ریبوز تنها در این است که دئوکسی ریبوز یک اتم اکسیژن کمتر از ریبوز دارد).

## تولید
دزوکسی از ۵- فسفات ریبوز به وسیله آنزیم ریبونوکلئوتید ردوکتاز ساخته می‌شود. این ترکیب در سال ۱۹۲۹ کشف شد.